# Viktor Tichonov
Viktor Vasiljevitj Tichonov (ryska: Виктор Васильевич Тихонов), född 4 juni 1930 i Moskva, död 24 november 2014 i Moskva, var en rysk ishockeytränare som framförallt är känd för att ha tränat Sovjetunionens ishockeylandslag 1976–1991. Han var också tränare för det ryska landslaget efter Sovjetunionens upplösning, både direkt efter 1991 och under en kort tid på 2000-talet.
Hans son Vasilij var ishockeytränare. Han avled 2013. Sonsonen, tillika namnen, Viktor Tichonov är ishockeyspelare för SKA Sankt Petersburg.

## Meriter och utmärkelser
- Fäderneslandets förtjänstorden, 3:e klass (20 december 1996) – för tjänster till staten och enastående bidrag till utvecklingen av nationella hockey[3]
- Ärans orden (3 juni 2000) – för enastående bidrag till utvecklingen av nationella hockey[4]
- Vänskapsorden (juni 2010) – för enastående bidrag till utvecklingen av nationalsport[3]
- Leninorden (1983)[3]
- Oktoberrevolutionensorden  (1988)[3]
- Arbetets Röda Fanas-orden (1978)[3]
- Folkens vänskapsorden (1981)[3]
- Medalj "För framstående arbete" (1999)[3]
- Medalj "För militärisk tapperhet ", 1:a klass[3]
- Riddare av den olympiska Orden

## Meriter som ishockeyledare
- Vinst i Canada Cup 1981[5]
- Tvåa i Canada Cup 1987[5]
- IIHF Hall of Fame 1998[6]
- Olympisk guldmedaljör 1984, 1988, 1992[5]
- Vinnare i Ryska superligan 1978, 1979, 1980, 1981, 1982, 1983, 1984, 1985, 1986, 1987, 1988, 1990[5]
- VM-guldmedaljör 1978, 1979, 1981, 1982, 1983 1986, 1989, 1990[5]